# Стрингфилд, Шерри
Шерри Ли Стрингфилд (англ. Sherry Lea Stringfield; род. 24 июня 1967, Колорадо-Спрингс, Колорадо) — американская актриса, известная в основном по роли доктора Сьюзан Льюис из американского телесериала «Скорая помощь». За эту роль была трижды номинирована на премию «Эмми» (в 1995, 1996 и 1997 годах) и дважды — на премию «Золотой глобус» (в 1995 и 1996 годах).

## Биография
Шерри Стрингфилд, старшая из трех детей, родилась в Колорадо-Спрингс, Штат Колорадо. Потом её семья переехала в Альбукерке, Штат Нью-Мексико, но прожила там недолго, окончательно поселившись в Спрингс, Штат Техас, расположенному неподалёку от города Хьюстон. В возрасте 18 лет она поступила в Университет штата Нью-Йорк и закончила его 1989 году со степенью бакалавра.
До роли в «Скорой помощи», отмеченной номинациями на премию «Эмми» и «Золотой глобус», а также премией Гильдии киноактёров США в номинации «Лучший актёрский состав в драматическом сериале», которую Шерри Стрингфилд вместе со своими коллегами по сериалу получила в 1997 году, она привлекла внимание публики ролями в сериалах «Полиция Нью-Йорка» и «Направляющий свет». В 1997 года читателями журнала FHM она была включена в «100 самых сексуальных женщин мира». Она активно работала в таких постановках как «Гусь и Том-Том», «Большой переполох» и «Том Джонс».
Уходя из «Скорой помощи» Шерри Стрингфилд сделала заявление, что она хотела бы посвятить больше времени личной жизни. С тех пор Шерри снялась в фильмах «Студия 54» в компании с Майком Майерсом и Сальмой Хайек, и «Осень в Нью-Йорке» с Ричардом Гиром.
В октябре 1998 года Шерри вышла замуж за автора научной литературы Лэрри Джозефа. В марте 2001 года родился их первый ребёнок - дочь Фиби, вслед за ней 12 апреля 2004 на свет появился сын Майло. В январе 2006 года, после 7 лет брака, Стрингфилд и Джозеф развелись.
В свободное время она любит ходить на лыжах и занимается йогой. Также она любит читать и путешествовать. В настоящее время проживает в Лос-Анджелесе.

## Фильмография
| Год       |    | Русское название            | Оригинальное название     | Роль                |
| --------- | -- | --------------------------- | ------------------------- | ------------------- |
| 1989—1991 | с  | Направляющий свет           | Guiding Light             | Кристина Бауэр      |
| 1993—1994 | с  | Полиция Нью-Йорка           | NYPD Blue                 | Лора Мишель Келли   |
| 1994—2005 | с  | Скорая помощь               | ER                        | Доктор Сьюзан Льюис |
| 1995      | ф  | Последний звонок Бёрнзу     | Burnzy’s Last Call        | Jackie              |
| 1998      | ф  | Студия 54                   | 54                        | Вив                 |
| 1999      | тф | За гранью                   | Border Line               | Allison Westlin     |
| 1999      | с  | Прикосновение ангела        | Touched by an Angel       | Майор Джози Сандерс |
| 2000      | тф | Возвращение домой           | Going Home                | Katherine Barton    |
| 2000      | ф  | Осень в Нью-Йорке           | Autumn In New York        | Сара                |
| 2000—2001 | с  | Подсказки Бульки            | Blue's Clues              | Dr. Eyeleen         |
| 2001      | ф  | Убийство в «Центре Америки» | Viva Las Nowhere          | Маргарита           |
| 2002      | с  | Третья смена                | Third Watch               | Доктор Сьюзан Льюис |
| 2005      | с  | Городская компания          | Company Town              | Angie Amberson      |
| 2007      | с  | Акула                       | Shark                     | Nora March          |
| 2007      | ф  | Неустойка                   | Forfeit                   | Карен               |
| 2007      | с  | Скажи мне, что любишь меня  | Tell Me You Love Me       | Рита                |
| 2008      | с  | У всех на виду              | In Plain Sight            | Marci Allen         |
| 2009      | ф  | Отчим                       | The Stepfather            | Лиа                 |
| 2010      | с  | Кто такой Кларк Рокфеллер?  | Who Is Clark Rockefeller? | Sandra Boss         |
| 2014      | с  | Под куполом                 | Under the Dome            | Паулина Ренни       |